# Блумингдејл (Мичиген)
Блумингдејл (енгл. Bloomingdale) град је у америчкој савезној држави Мичиген.

## Демографија
По попису из 2010. године број становника је 454, што је 74 (-14,0%) становника мање него 2000. године.
| Група             | 2000.       | 2010.       |
| Белци             | 477 (90,3%) | 420 (92,5%) |
| Афроамериканци    | 14 (2,7%)   | 1 (0,2%)    |
| Азијати           | 0 (0,0%)    | 1 (0,2%)    |
| Хиспаноамериканци | 19 (3,6%)   | 23 (5,1%)   |
| Укупно            | 528         | 454         |